# Jerzy Szymonowicz
Jerzy Szymonowicz (ur. 21 czerwca 1955) – polski piłkarz,  mistrz Polski w barwach Śląska Wrocław (1977), skrzydłowy.
W sezonie 1976/1977 był zawodnikiem Śląska Wrocław, zagrał tylko w dwóch meczach ligowych (łącznie 35 minut), ale występy te dały mu tytuł mistrza Polski.